# Kalindaruk
Kalindaruk (Calendaruc, Kathlendaruc, Katlendarukas) /od Kalin, =ocean, ta, =at, i ruk, =house, (Kroeber)/ pleme ili selo Costanoan Indijanaca kod ušća Salinasa u Kaliforniji. Ovaj naziv označava Indijance što su živjeli u selima na donjem toku rijeke Pajaro i između nje, Salinasa i obale. 
U vrtijeme pojava misija dijelom su završili na misiji San Juan Bautista, a dijelom na misiji San Carlos. Sela koja su se tu nalazila su Alcoz, Animpayamo, Capanay (Kapanai), Culul (Kulul),  Lucayasta (Lukaiasta), Mustac (Mustak), Nutnur, Paisin, Pytoguis (Poitokwis), Tiubta i Ymunacam (Ymunakan).